# Abu Szusza
Abu Szusza (arab. ابو شوشة) – nieistniejąca już arabska wieś, która była położona w Dystrykcie Hajfy w Mandacie Palestyny. Wieś została wyludniona i zniszczona podczas wojny domowej w Mandacie Palestyny, po ataku sił żydowskiej Hagany w dniu 9 kwietnia 1948 roku.

## Położenie
Abu Szusza leżała na wschodnich zboczach wzgórz Wyżyny Manassesa, powyżej Doliny Jezreel. Wieś była położona na wysokości 125 metrów n.p.m., w odległości 26 kilometrów na południowy wschód od miasta Hajfa. Według danych z 1945 roku do wsi należały ziemie o powierzchni 896 ha. We wsi mieszkało wówczas 720 osób.
| Własność gruntów | Powierzchnia gruntów (ha) |
| ---------------- | ------------------------- |
| Arabowie         | 588,3                     |
| Żydzi            | -                         |
| publiczne        | 307,7                     |
| Razem            | 896                       |

| Rodzaj użytkowanych gruntów | (ha)  |
| --------------------------- | ----- |
| uprawy nawadniane           | 93,1  |
| uprawy zbóż                 | 493,9 |
| uprawy oliwek               | 13    |
| nieużytki                   | 309   |

## Historia
Nie jest znana data założenia wioski. W wyniku I wojny światowej, w 1918 roku cała Palestyna przeszła pod panowanie Brytyjczyków, którzy utworzyli Mandat Palestyny. W okresie panowania Brytyjczyków Abu Szusza była dużą wsią, której mieszkańcy utrzymywali się z upraw zbóż. Istniała w niej szkoła podstawowa dla chłopców oraz meczet. W latach 20. XX wieku okoliczną ziemię zaczęły wykupywać żydowskie organizacje syjonistyczne. Dzięki temu w 1926 roku powstał sąsiedni kibuc Miszmar ha-Emek. Od samego początku jego istnienia, stosunki z żydowskimi sąsiadami układały się źle. W kolejnych latach doszło do kilku poważnych arabskich napaści na kibuc.

Przyjęta 29 listopada 1947 roku Rezolucja Zgromadzenia Ogólnego ONZ nr 181 zakładała podział Palestyny na dwa państwa: żydowskie i arabskie. Plan podziału przyznawał obszar wioski Abu Szusza państwu żydowskiemu. Żydzi zaakceptowali plan podziału, jednak Arabowie doprowadzili dzień później do wybuchu wojny domowej w Mandacie Palestyny. Od samego początku wojny wieś była wykorzystywana przez arabskie milicje, które sparaliżowały żydowską komunikację w regionie. W dniu 4 kwietnia 1948 roku siły Arabskiej Armii Wyzwoleńczej zaatakowały sąsiedni kibuc, rozpoczynając dziesięciodniową bitwę o Miszmar ha-Emek. Żydzi po odparciu napaści, zdołali przejść do kontrataku i 9 kwietnia zdobyli Abu Szuszę. Wysiedlono wówczas wszystkich jej mieszkańców, a domy wyburzono .

## Miejsce obecnie
Teren wioski Abu Szusza pozostaje opuszczony, jednak jej pola uprawne zajął sąsiedni kibuc Miszmar ha-Emek. Palestyński historyk Walid Chalidi, tak opisał pozostałości wioski: „Jedynym pozostałym znakiem miejscowości jest porośnięty kaktusami gruz domów. Młyn zniknął. Wokół miejsca jest górzysty teren”.